# Sobre os tamanhos e distâncias entre o Sol e a Lua (livro)
Sobre os tamanhos e as distancias do sol e da lua é um livro do astrônomo e matemático grego Aristarco de Samos produzido (310-230 a.C.), produzido no século III a.C., que demonstra o método geométrico que desenvolvera para calcular os tamanhos e as distâncias do Sol e da Lua em relação a Terra.
Aristarco foi o primeiro cientista a propor que a Terra gira em torno do Sol (sistema heliocêntrico), sendo pelo sol uma vez ao ano e em torno de seu eixo uma vez ao dia. Influenciado pelo conceito do filósofo pré-socrático Filolau de Crotona (c. 470 - 385 a.C.) sobre um "fogo no centro do universo", que Aristarco identificou como sendo o Sol e posicionou os outros planetas do Sistema Solar em sua ordem correta de distância ao redor deste. As suas conclusões sobre a organização do Sistema, mesmo sendo simples, ainda são admiradas pela sua coerência. Concluiu que o Sol estaria 20 vezes mais distante da Terra do que a Lua e, embora o valor correto seja de cerca de 400 vezes, o seu procedimento de calculo estava correto.
Aristarco também tentou calcular o diâmetro da Lua em relação ao da Terra, baseando-se na sombra projetada pelo planeta durante um eclipse lunar, concluindo que a Lua tinha um diâmetro três vezes menor que o da Terra, sendo o valor correto de 3,7 vezes. Também calculou, com mais precisão do que a dos antigos cientistas/filósofos, a duração de um ano solar, embora com muitos erros em seus resultados, a origem desses estava nos instrumentos utilizados, e não em sua metodologia conceitual. Ele teorizava que, seria mais natural supor que um astro menor, a Terra, girasse em torno de um maior, o Sol; uma opinião diferente dos seus antecessores.